# 141-я стрелковая дивизия (2-го формирования)
141-я стрелковая Киевская Краснознамённая, ордена Богдана Хмельницкого дивизия — воинское соединение РККА, принимавшее участие в Великой Отечественной войне.
Условное наименование — Войсковая часть полевая почта (в/ч пп) № 24029.
Сокращённое наименование — 141 сд

## История формирования
Дивизия начала формирование 11 декабря 1941 года в городе Алатырь Чувашской АССР как 407-я стрелковая дивизия (1-го формирования). В январе 1942 года дивизия была переименована в 141-ю стрелковую дивизию (2-го формирования). Основной контингент личного состава — русские. К 1 февраля 1942 года численный состав дивизии составлял 12019 человек (при штатной численности 11 451 человек). До 30 мая 1942 года дивизия занималась боевой и политической подготовкой. Вооружения почти не было. В конце мая дивизия вошла в состав 3-й резервной армии, а через несколько дней была передана в состав 6-й резервной армии Воронежского фронта. С 30 мая по 2 июня дивизия осуществляла погрузку на станциях Алатырь, Алташево, Атрать и с 1 по 3 июня выгрузилась на станциях Самодуровка и Поворино. 3 июня 1942 года дивизия сосредоточилась в районе Поворино и продолжала занятия по боевой и политической подготовке. Одновременно происходило вооружение дивизии.

## Участие в боевых действиях
Период вхождения в действующую армию: 2 июля 1942 года — 9 мая 1945 года.
23 июня дивизия получила приказ 6-й РА занять оборону по восточному берегу реки Дон на фронте: (исключая) устье реки Воронеж, Подлесный (8 км северо-западнее Свобода) с задачей не допустить форсирования противником реки Дон. 3 и 4 июля дивизия погрузилась на станциях Поворино и Самодуровка. При переезде части дивизии подверглись бомбардировке авиацией противника. 5 июля части дивизии выгрузились на станциях Давыдовка, Колодезная, Боево. В день выгрузки задача дивизии была изменена штабом Брянского фронта на оборону участка по восточному берегу реки Дон в границах Семилуки — Архангельское.
Боевую деятельность дивизия начала 7 июля 1942 года. Противник был выбит из Семилуки и отброшен в районе Александровка и Костенки при попытке форсировать реку Дон. 9 июля 1942 года 796-й стрелковый полк дивизии был переподчинён командующему 40-й армии и действовал в составе 6-й стрелковой дивизии. 13 июля дивизия с ротой танков КВ, батальоном учебного центра 45-го гвардейского миномётного полка получила задачу прочно оборонять рубеж Семилуки — Духовское. 17 июля по приказу Командующего Воронежским фронтом дивизия вместе с приданными средствами вошла в состав 40-й армии. Боевые действия этого периода сводились к активной боевой разведке перед своим фронтом западного берега реки Дон и подавлению сопротивления противника и его объектов обороны, а также обнаруженных разведкой целей артиллерийским и миномётным огнём. В боевых действиях за июль месяц дивизия потеряла 2747 человек. Особенно большие потери понёс 796-й полк, переданный в распоряжение соседа справа 60-й армии и действовавший в составе 121-й стрелковой дивизии. 7 августа остатки 796-го полка были возвращены дивизии.
С 6 августа дивизия приступила к подготовке к проведению частной операции по захвату плацдарма на западном берегу реки Дон в районе Костенки, Александровка. К исходу дня 7 августа 687-й и 745-й стрелковые полки сосредоточилась в исходном положении в районе Краснопогоново. Наступление дивизии поддерживали 348-й, 525-й (в составе 8-ми орудий) артиллерийские полки, дивизион 602-го артиллерийского полка и армейский полк РС.
687-й полк 8 августа форсировав реку Дон третьим батальоном на участке южнее Костенки и севернее Александровка, одной ротой ворвался на восточную окраину Костенки. Рота, встретив сильное огневое сопротивление противника, продолжала вести огневой бой. В ночь на 9 августа рота подверглась контратаке противника и была оттеснена на подступы к восточной окраине Костенки. Возобновив в 15.00 9 августа наступление силами подошедшего батальона, полк успеха в продвижении не имел, закрепился в 150—200 метрах от восточной окраины Костенки и продолжал вести огневой бой с противником. 2-й батальон 687-го полка частью сил форсировал реку Дон и закрепился в районе переправы на западном берегу.
745-й полк в ночь на 8 августа форсировал реку Дон и повёл наступление на восточную окраину Александровка. В течение дня 8 и ночи на 9 августа подразделения полка подвергались интенсивному миномётному огню противника и не имея успеха в продвижении закрепилась на подступах к восточной окраине Александровки. В течение 9 августа, полк отразил 8 контратак противника, первая из которых проводилась силой до батальона и каждая последующая меньшими силами.
796-й полк поддерживая огнём действия 687-го и 745-го полков переправил на западный берег реки Дон группу пехоты в 70 человек, которая захватила Востриково. Перед своим фронтом полк вёл интенсивный пулемётный и миномётный огонь по боевым порядкам противника.
10 августа 687-й полк продолжал переправу на западный берег реки Дон своих подразделений. Полковая и противотанковая артиллерия, в виду недостатка переправочных средств, переправлена не была. В течение дня полк продолжал наступать на южную окраину Костенки и к исходу дня двумя батальонами овладел районом церкви Костенки.
745-й полк во взаимодействии с авиацией и армейским дивизионом РС продолжал наступление на северную окраину Александровка, отразив четыре ожесточённых контратаки противника с большими для него потерями. К исходу дня 10 августа подразделения полка овладели северной окраиной Александровка и районом церкви Костенки, развивая успех в направлении безымянной высоты западнее Александровка. 796-й полк демонстрировал ложную переправу в направлении Архангельское, чем вызвал большое количество огня противника по этой ложной переплаве.
11 и 12 августа дивизия продолжала вести тяжёлый бой. Противник подвергал сильному огневому воздействию боевые порядки частей и особенно район переправы. 12 августа противник, подтянув резервы силою до пехотного полка контратаковал части дивизии, полностью занял Костенки и Александровка и к исходу дня оттеснил 687-й полк на восточный берег реки Дон. 745-й полк отходя под давлением превосходящих сил противника закрепился у западного берега реки Дон. В подразделениях полка оставалось до 120 человек. Группа пехоты 796-й полка захватившая Востриково была также оттеснена на восточный берег реки Дон. За период с 7 по 15 августа полки дивизии потеряли: убито и пропало без вести 1524 человек, ранено 3609 человек.
С 13 августа по 12 сентября боевые действия дивизии сводились к прочной обороне занимаемой полосы, удержанию захваченного плацдарма на западном берегу реки Дон восточнее Александровка и ведению боевой разведки перед своим фронтом. 12 сентября дивизия форсировав 745-м полком реку Дон на участке Духовское повела наступление с задачей захвата района Архангельское и овладения района Сторожевое 1-е. Полк встретив на подступах к Архангельское упорное огневое сопротивление, дальнейшего успеха в продвижении не имел и закрепился в 100 метрах от восточной окраины села. 15 августа дивизия силами 687-го полка повела наступление в направлении Шилово, но успеха не имела. Полк закрепился на подступах к Шилово и перешёл к обороне, а затем под воздействием сильного огня противника отошёл на восточный берег реки Воронеж. С 22 сентября дивизия приступила к прочной обороне занимаемой полосы на фронте: устье реки Воронеж, Духовское, а также обороне захваченных плацдармов в районе Александровка и Архангельское. В этих боях дивизия получила своё первое боевое крещение.
Закончив бои дивизия совершила 600 километровый марш от Праги по территории Чехословакии, Австрии и Венгрии в район города Печ. 15 июля 1945 года, на основании приказа Главнокомандующего Центральной группой войск от 5 июня 1945 года 141-я стрелковая дивизия была расформирована, передав свой личный состав и технику 303-й стрелковой дивизии.

## Состав
- 687-й стрелковый полк
- 745-й стрелковый полк
- 796-й стрелковый полк
- 348-й артиллерийский полк
- 190-й отдельный истребительно-противотанковый дивизион
- 207-й отдельный сапёрный батальон
- 201-й отдельный батальон связи (201-я, 655-я отдельная рота связи)
- 153-й автотранспортный батальон
- 146-й отдельный медико-санитарный батальон
- 138-я отдельная разведывательная рота
- 496-я отдельная рота химической защиты[5]
- Отдельная зенитно-пулемётная рота
- 874-й дивизионный ветеринарный лазарет
- 413-й полевой хлебозавод
- 1717-я полевая почтовая станция
- 2158-я полевая касса Государственного банка[3]

## Подчинение
| Подчинение     | Подчинение               | Подчинение            | Подчинение                         | Подчинение |
| На дату        | Фронт                    | Армия                 | Корпус                             |            |
| -------------- | ------------------------ | --------------------- | ---------------------------------- | ---------- |
| 1.01.1942 года | Московский военный округ | -                     | -                                  |            |
| 1.02.1942 года | Московский военный округ | -                     | -                                  |            |
| 1.03.1942 года | Московский военный округ | -                     | -                                  |            |
| 1.04.1942 года | Московский военный округ | -                     | -                                  |            |
| 1.05.1942 года | Московский военный округ | -                     | -                                  |            |
| 1.06.1942 года | Резерв ставки ВГК        | 3-я резервная армия   | -                                  |            |
| 1.07.1942 года | Резерв ставки ВГК        | 6-я резервная армия   | -                                  |            |
| 1.08.1942 года | Воронежский фронт        | 40-я армия            | -                                  |            |
| 1.09.1942 года | Воронежский фронт        | 40-я армия            | -                                  |            |
| 1.10.1942 года | Воронежский фронт        | 40-я армия            | -                                  |            |
| 1.11.1942 года | Воронежский фронт        | 40-я армия            | -                                  |            |
| 1.12.1942 года | Воронежский фронт        | 40-я армия            | -                                  |            |
| 1.01.1943 года | Воронежский фронт        | 40-я армия            | -                                  |            |
| 1.02.1943 года | Воронежский фронт        | 60-я армия            | -                                  |            |
| 1.03.1943 года | Воронежский фронт        | 60-я армия            | -                                  |            |
| 1.04.1943 года | Центральный фронт        | 60-я армия            | -                                  |            |
| 1.05.1943 года | Центральный фронт        | 60-я армия            | -                                  |            |
| 1.06.1943 года | Центральный фронт        | 60-я армия            | -                                  |            |
| 1.07.1943 года | Центральный фронт        | 60-я армия            | 30-й стрелковый корпус             |            |
| 1.08.1943 года | Центральный фронт        | 60-я армия            | 30-й стрелковый корпус             |            |
| 1.09.1943 года | Центральный фронт        | 60-я армия            | 30-й стрелковый корпус             |            |
| 1.10.1943 года | Центральный фронт        | 60-я армия            | 30-й стрелковый корпус             |            |
| 1.11.1943 года | 1-й Украинский фронт     | 60-я армия            | 77-й стрелковый корпус             |            |
| 1.12.1943 года | 1-й Украинский фронт     | 60-я армия            | 30-й стрелковый корпус             |            |
| 1.01.1944 года | 1-й Украинский фронт     | 60-я армия            | 30-й стрелковый корпус             |            |
| 1.02.1944 года | 1-й Украинский фронт     | 60-я армия            | 30-й стрелковый корпус             |            |
| 1.03.1944 года | 1-й Украинский фронт     | 1-я гвардейская армия | 30-й стрелковый корпус             |            |
| 1.04.1944 года | 1-й Украинский фронт     | резерв фронта         | -                                  |            |
| 1.05.1944 года | 1-й Украинский фронт     | 1-я гвардейская армия | 30-й стрелковый корпус             |            |
| 1.06.1944 года | 1-й Украинский фронт     | 1-я гвардейская армия | 30-й стрелковый корпус             |            |
| 1.07.1944 года | 1-й Украинский фронт     | 1-я гвардейская армия | 30-й стрелковый корпус             |            |
| 1.08.1944 года | 1-й Украинский фронт     | 1-я гвардейская армия | 30-й стрелковый корпус             |            |
| 1.09.1944 года | 4-й Украинский фронт     | 1-я гвардейская армия | 30-й стрелковый корпус             |            |
| 1.10.1944 года | 4-й Украинский фронт     | 1-я гвардейская армия | 30-й стрелковый корпус             |            |
| 1.11.1944 года | 4-й Украинский фронт     | 18-я армия            | 30-й стрелковый корпус             |            |
| 1.12.1944 года | 2-й Украинский фронт     | 7-я гвардейская армия | 30-й стрелковый корпус             |            |
| 1.01.1945 года | 2-й Украинский фронт     | 7-я гвардейская армия | 27-й гвардейский стрелковый корпус |            |
| 1.02.1945 года | 2-й Украинский фронт     | 7-я гвардейская армия | 27-й гвардейский стрелковый корпус |            |
| 1.03.1945 года | 2-й Украинский фронт     | 7-я гвардейская армия | 27-й гвардейский стрелковый корпус |            |
| 1.04.1945 года | 2-й Украинский фронт     | 7-я гвардейская армия | 27-й гвардейский стрелковый корпус |            |
| 1.05.1945 года | 2-й Украинский фронт     | 7-я гвардейская армия | 27-й гвардейский стрелковый корпус |            |

## Командование дивизии

### Командиры дивизии
- Воробьёв Яков Степанович (26.12.1941 — 14.05.1942), полковник
- Тетушкин, Яков Петрович (15.05.1942 — 30.09.1942), полковник;
- Рассадников, Семён Сергеевич (01.10.1942 — 25.11.1942), подполковник;
- Шпилев, Николай Иванович (27.11.1942 — 10.01.1943), полковник;
- Рассадников, Семён Сергеевич (13.01.1943 — 24.11.1943), полковник;
- Клименко, Александр Яковлевич (25.11.1943 — 29.04.1944), полковник;
- Пахомов, Иван Сергеевич (30.04.1944 — 13.11.1944), полковник;
- Моложаев, Василий Николаевич (14.11.1944 — 09.05.1945), генерал-майор[7][8]

### Военные комиссары (с 9.10.1942 заместители командира дивизии по политической части)
- Мельников, Сергей Петрович (27.01.1942 — 02.11.1942), полковой комиссар;
- Зеленюк, Иван Степанович (02.11.1942 — 03.06.1943), полковой комиссар, с 5.12.1942 полковник;
- Садовин, Николай Васильевич (03.06.1943 — 21.07.1944), подполковник, с 9.06.1944 полковник;
- Блесткин, Николай Иванович (12.11.1943 — 09.05.1945), подполковник[9]

## Награды и почётные наименования
| Награда (наименование)                | Дата награждения                                                            | За что награждена |
| ------------------------------------- | --------------------------------------------------------------------------- | --- |
| Почётное наименование «Киевская»      | присвоено приказом Верховного главнокомандующего № 37 от 6 ноября 1943 года | в ознаменование одержанной победы и отличие в боях за освобождение города Киев (столицы Советской Украины — крупнейшего промышленного центра и важнейшего стратегического узла обороны немцев на правом берегу реки Днепра) |
| Орден Красного Знамени                | награждена указом Президиума Верховного Совета СССР от 19 марта 1944 года   | за образцовое выполнение боевых заданий командования в боях за освобождение городов Староконстантинова, Изяславля, Шумска, Ямполя, Острополя и проявленные при этом доблесть и мужество                                     |
| Орден Богдана Хмельницкого II степени | награждена указом Президиума Верховного Совета СССР от 16 августа 1944 года | за образцовое выполнение заданий командования в боях с немецкими захватчиками, за овладение городами Дрогобыч и Борислав и проявленные при этом доблесть и мужество                                                         |

Также были удостоены наград и почётных наименований входящие в состав дивизии части:
- 687-й стрелковый Краснознамённый, ордена Суворова полк
  - Награждён орденом Красного Знамени указом Президиума Верховного Совета СССР от 10 августа 1944 года, за образцовое выполнение заданий командования в боях с немецкими захватчиками, за овладение городом Станислав и проявленные при этом доблесть и мужество[13];
  - Награждён орденом Суворова III степени указом Президиума Верховного Совета СССР от 17 мая 1945 года, за образцовое выполнение заданий командования в боях с немецкими захватчиками при овладении городами Трнава, Глоговец, Сенец и проявленные при этом доблесть и мужество[14].
- 745-й стрелковый Станиславский Краснознамённый полк
  - Почётное наименование «Станиславский» присвоено приказом Верховного главнокомандующего № 0255 от 10 августа 1944 года, в ознаменование одержанной победы и отличия в боях за овладение городом Станислав;
  - Награждён орденом Красного Знамени указом Президиума Верховного Совета СССР от 17 мая 1945 года, за образцовое выполнение заданий командования в боях с немецкими захватчиками при овладении городами Трнава, Глоговец, Сенец и проявленные при этом доблесть и мужество[14].
- 796-й стрелковый Краснознамённый, орденов Суворова и Богдана Хмельницкого полк
  - Награждён орденом Красного Знамени указом Президиума Верховного Совета СССР от 10 августа 1944 года, за образцовое выполнение заданий командования в боях с немецкими захватчиками, за овладение городом Станислав и проявленные при этом доблесть и мужество[13];
  - Награждён орденом Суворова III степени указом Президиума Верховного Совета СССР от 17 мая 1945 года, за образцовое выполнение заданий командования в боях с немецкими захватчиками при овладении городами Корнейбург, Флоридсдорф и проявленные при этом доблесть и мужество[14].
  - Награждён орденом Богдана Хмельницкого II степени указом Президиума Верховного Совета СССР от 6 января 1945 года, за образцовое выполнение заданий командования в боях с немецкими захватчиками при прорыве обороны противника и форсировании Дуная и проявленные при этом доблесть и мужество[14].
- 348-й артиллерийский Краснознамённый полк
  - Награждён орденом Красного Знамени указом Президиума Верховного Совета СССР от 10 августа 1944 года, за образцовое выполнение заданий командования в боях с немецкими захватчиками, за овладение городом Станислав и проявленные при этом доблесть и мужество[13].
- 207-й отдельный сапёрный Стрыевский ордена Красной звезды батальон
  - Почётное наименование «Стрыевский» присвоено приказом Верховного главнокомандующего № 0267 от 12 августа 1944 года, в ознаменование одержанной победы и отличия в боях за овладение городом Стрый;
  - Награждён орденом Красной Звезды указом Президиума Верховного Совета СССР от 31 октября 1944 года, за образцовое выполнение заданий командования в боях с немецкими захватчиками, за преодоление Карпат и проявленные при этом доблесть и мужество[13].
- 201-й отдельный ордена Александра Невского батальон связи
  - Награждён орденом Александра Невского указом Президиума Верховного Совета СССР от 17 мая 1945 года, за образцовое выполнение заданий командования в боях с немецкими захватчиками при прорыве обороны немцев и овладении городами Комарно, Новы Замки, Шураны, Комьятице, Врабле и проявленные при этом доблесть и мужество[14].

## Отличившиеся воины дивизии
| Награда | Ф. И. О.                     | Должность                                                                                       | Звание                          | Дата награждения                 | Примечания                                                                                             |
| ------- | ---------------------------- | ----------------------------------------------------------------------------------------------- | ------------------------------- | -------------------------------- | --- |
|         | Андреев Григорий Макарович   | командир отделения 2-й пулемётной роты 796-го стрелкового полка                                 | Старший сержант                 | 03.06.1944                       | |
|         | Казаков Василий Иванович     | командир орудия 7-й батареи 348-го артиллерийского полка                                        | Старший сержант                 | 03.06.1944                       | погиб 14 августа 1944 года, в бою за город Старый Самбор Львовской области                             |
|         | Корогодин Иван Иванович      | командир 1-го стрелкового батальона 687-го стрелкового полка                                    | Капитан Красной Армии           | 03.06.1944                       | |
|         | Назимов Николай Игнатьевич   | заместитель командира 3-го стрелкового батальона по политической части 687-го стрелкового полка | Старший лейтенант Красной Армии | 03.06.1944                       | скончался от полученных ранений 25 октября 1943 года, похоронен в Вышгородском районе Киевской области |
|         | Савельев Александр Фёдорович | командир 6-й стрелковой роты 745-го стрелкового полка                                           | Лейтенант Красной Армии         | 24.03.1945                       | умер 9 мая 1945 года в госпитале, от тяжёлого ранения, похоронен в городе Добржиш в Чехии              |
|         | Симаков Тимофей Алексеевич   | командир 1-й стрелковой роты 796-го стрелкового полка                                           | Лейтенант Красной Армии         | 24.03.1945                       | погиб при освобождении Станислава, 27 июля 1944 года, похоронен в братской могиле в Ивано-Франковске   |
|         | Верес Юзеф Николаевич        | стрелок 2-го стрелкового батальона 796-го стрелкового полка                                     | Красноармеец                    | 30.09.1944 24.01.1945 15.05.1946 | |
|         | Цатурян Мехак Захарович      | разведчик взвода пешей разведки 796-го стрелкового полка                                        | Старший сержант                 | 10.11.1944 06.03.1945 15.05.1946 | |

## Память
6 мая 1975 года в средней школе № 2 города Алатырь был открыт школьный музей по истории 141-й стрелковой дивизии. В 70-х годах состоялась закладка Парка имени прославленной дивизии, а также митинг по случаю открытия мемориальной доски в связи с присвоением одной из улиц Алатыря имени 141-й стрелковой дивизии.
В мае 1975 года в Нововоронежской средней школе № 1 открылся музей Боевой Славы 141-й стрелковой дивизии. В честь дивизии также названа одна из улиц города Нововоронежа, вблизи которого в годы войны проходило форсирование Дона силами дивизии.